# Malika Mokeddem

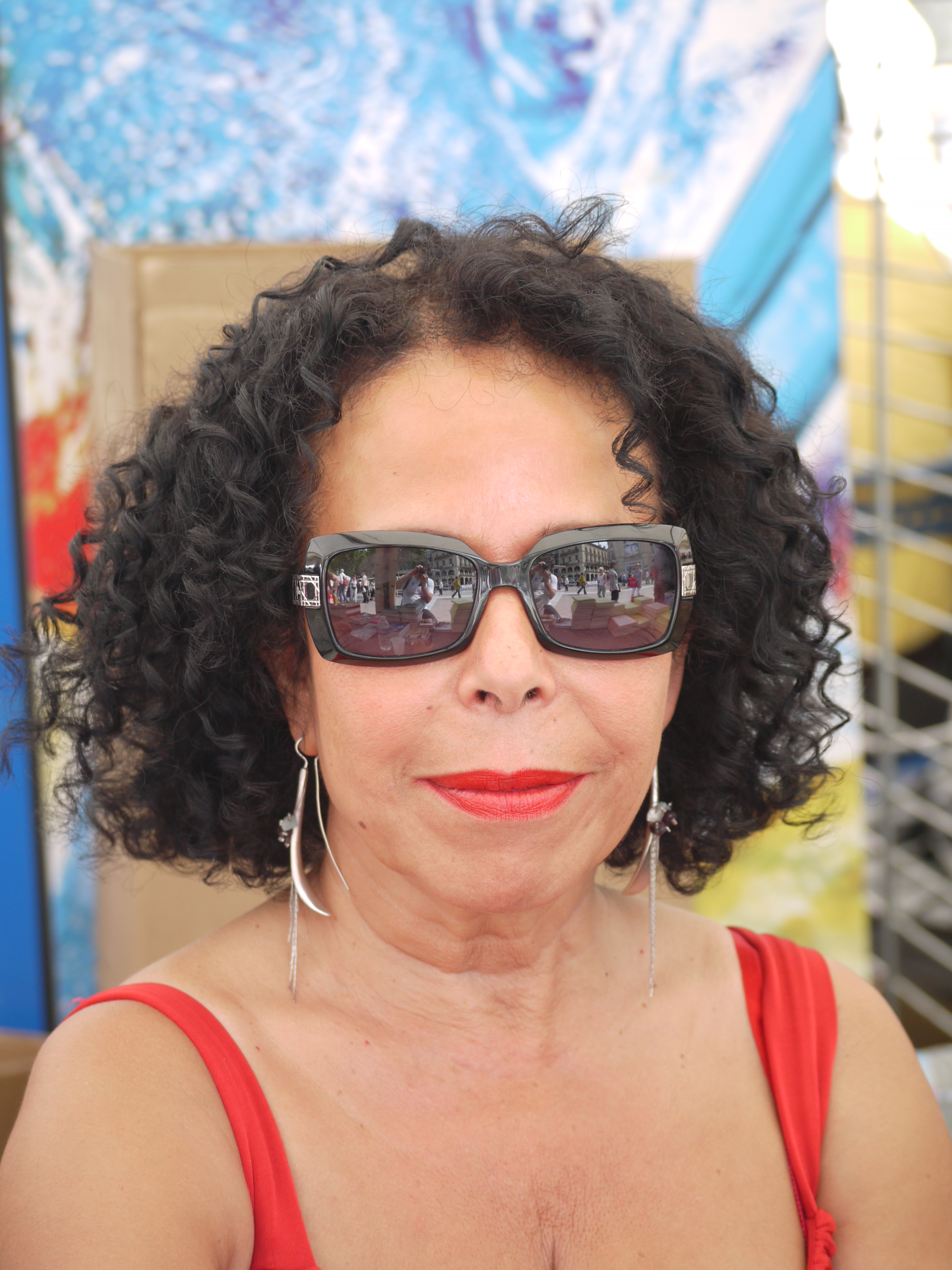
Malika Mokeddem

Malika Mokeddem (Kenadsa, Argelia; 5 de octubre de 1949) es una escritora argelina.

## Biografía
Malika Mokeddem nació el 5 de octubre de 1949 en Kenadsa, un pequeño pueblo minero en el límite del desierto occidental de Argelia, hija de una familia analfabeta nómada recién sedentarizada. Creció escuchando las historias de su abuela beduina Zohra, y fue la única niña en su familia y poblado en haber recibido escuela de nivel secundario. Inició estudios de medicina en Orán que termina en Francia estableciéndose en Montpellier en 1979. Practicó su profesión hasta 1985 cuando decide consagrarse a la literatura.

## Obras
- Los hombres que caminan (Les hommes qui marchent, 1990), Premio Littré, Premio de primera novela Chambéry, y premio de la fundación argelina Nourredine Aba.
- El siglo de las langostas (Le siècle des sauterelles, 1992), Premio Afrique Méditerranée Maghreb de la Asociación de Escritores en Lengua Francesa.
- La prohibida (L'interdite, 1994), Premio Méditerranée y mención especial del jurado Femina.
- Sueños y asesinos (Des rêves et des assassins, 1995)
- La nuit de la lézarde (1998)
- N'zid (2001)
- El desconsuelo de los insumisos (La transe des insoumis, 2003)
- Mes hommes (2005)